# 앙투안 라이나르츠

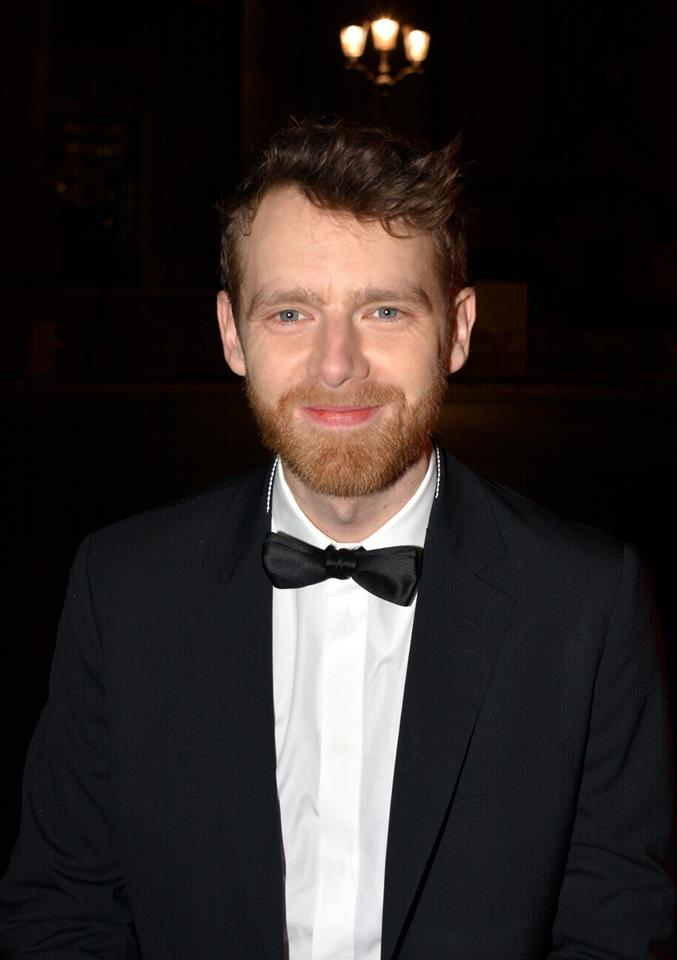

앙투안 레나르츠(프랑스어: Antoine Reinartz, 프랑스어 발음: [ʁɛnaʁts], 1985년 ~ )는 프랑스의 배우이다.

## 출연 작품

### 영화
- Les Malheurs de Sophie (2016)
- 120BPM (2017)
- Les Invisibles (2018)
- 논픽션 (2019)
- 퍼펙트 내니 (2019, Chanson douce)
- 아르튀르 람보 (2021, Arthur Rambo)
- 소년, 조니 (2021, Petite Nature)
- 추락의 해부 (2023)

### 텔레비전
- 이마 베프 (2022)